# The Disorderly Orderly
The Disorderly Orderly (Caso clínico en la clínica en España o El enfermero en Hispanoamérica) es una película realizada en 1964 y protagonizada por el exitoso comediante Jerry Lewis, dirigida por Frank Tashlin, producida por Paul Jones y distribuida por Paramount Pictures.

## Argumento
Jerome Littlefield (Jerry Lewis) es un esforzado pero torpe enfermero que trabaja en el Hospital Sanatorio "Whitestone" y quien sufre de "Identificación Neurótica Empatica", una enfermedad psicológica que consiste en que si le describen las características de alguna enfermedad, comienza a retorcerse de dolor e impresión, lo que genera ser incompetente en el trabajo, todo esto debido a un amor en su época de universitario que no ha podido olvidar. A pesar de ser muy esforzado y tratar de hacer las cosas bien, siempre suele meter en problemas a los pacientes y colegas debido a sus torpezas, siendo reprimido reiteradamente por Maggie Higgins (Kathleen Freeman) la gritona y neurótica enfermera jefe de Whitestone y quien ya no soporta más las torpezas de Jerome, solo siendo calmada por la doctora y directora del hospital Jean Howard (Glenda Farrell), quien siempre perdona las torpezas de Jerome, porque le tiene un gran aprecio, ya que estuvo en su juventud enamorada del padre de él y la enfermera Julie Blair (Karen Sharpe) quien ama a Jerome pero este último no siente absolutamente nada por ella.
Un día, una ambulancia traslada rápidamente a un nuevo paciente a Whitestone, en el momento que los enfermeros bajan la camilla, llevan en ella a una mujer rubia que había sido trasladada de urgencia por un intento de suicidio producto a una sobredosis, dejando a su lado una nota que decía "No quiero vivir sin amor". Jerome, que se encontraba justo en la entrada, reconoce a la mujer, es Susan Andrews (Susan Oliver) la chica de la cual estuvo enamorado en su época de universitario. Después de que dan la noticia de que se recuperará, Jerome quiere ser amable con Susan mientras está en recuperación, pero se comporta arisca con él, especialmente cuando encuentra una rosa y una nota escrita por Jerome que no sabe que la escribió él diciendo "No debe vivir sin amor, yo la amo, atentamente, un admirador", lo que hace que se ponga aún más furiosa. A pesar de que Susan llegó a Whitestone debido a la cercanía del lugar de donde intento suicidarse, ella no tiene dinero para los costos del tratamiento, más aún, con las nuevas políticas instauradas por el Señor Tuffington (Everett Sloane) director mayor del hospital quien dice que "Sin dinero, no hay cama", hace que Jerome busque la manera de que Susan no abandone el hospital y por eso se ofrece para hacer todo tipo de trabajos, pues de esa manera ganara dinero extra y así costearía el tratamiento de Susan a quien ha amado toda su vida.
Una noche, Jerome entra secretamente a la habitación de Susan para observarla mientras duerme, ahí se produce un flashback donde Jerome recordaba un partido de Fútbol Americano y a la vez quedaba impresionado por la belleza de Susan que hacia de porrista. Jerome animaba fervorosamente para llamar su atención a costa de despeinar a una espectadora que estaba delante de él, al finalizar el partido, Jerome va en busca de Susan, pero la sorprende besándose apasionadamente con un jugador y da media vuelta con el corazón roto, viendo a Susan como un amor lejano de conquistar, abandonando la universidad y contrayendo la enfermedad de "Identificación Neurótica Empática". De regreso a la actualidad, Susan se encuentra con Jerome y lo insulta cuando iba en camino a su tratamiento con el Psiquiatra por haber entrado a su habitación la noche anterior sin su permiso.
Susan está en el tratamiento con el Psiquiatra, le cuenta como era su vida, recordaba que sus padres siempre discutían y que prometió que con ella nunca sucedería eso, decía que era todo rendido a sus pies y era la más popular en su época escolar al igual que su novio, a ambos los consideraban como la pareja perfecta, pero este le fue infiel en los primeros días de casados y es lo que genera desde ese momento un gran resentimiento sobre los hombres y fue lo que produjo el intento de suicidio por la cual estaba hospitalizada en Whitestone. El Psiquiatra, Doctor Davenport (Del Moore) le cuenta a Susan una historia de un chico que amaba a una chica con problemas y que hacia todo y de todo pues la amaba con fervor (le relata la historia de Jerome en el hospital para conseguir dinero para costear su tratamiento) y así, descubriendo Susan que Jerome era el encargado de que ella tuviera el tratamiento para su problema en Whitestone, empieza a sentir algo de afecto por él.
Volviendo con Jerome, mientras pintaba un desagüe, un tarro de pintura cae encima del Señor Tuffington cuando iba dentro de su lujoso auto, quien furioso lo despide tanto a él como a la doctora Howard por querer defenderlo y de lo furioso que estaba, termina torciéndose un tobillo. Cuando Jerome se retiraba, Susan, ya recuperada de su problema, lo espera para agradecerle y entregarse a sus brazos, pero se da cuenta de que no se siente tan enamorado de Susan como él lo creía, intentando besarla una y otra vez, pero nada, en eso, Julie los ve a ambos y queda con el corazón destrozado, renunciando a su trabajo y abandonando Whitestone. Jerome descubre que está curado de su enfermedad de "Identificación Neurótica Empatica" gracias a los besos de Susan y va en busca de Julie pues se da cuenta de que ella es su verdadero amor, pero se entera por la enfermera Higgins, que Julie había renunciado e hizo abandono del lugar, Jerome toma la ambulancia que estaba frente a él y con el señor Tuffington arriba pues iba en la camilla dentro de esta para ser trasladado al Hospital General insistiendo en quedarse en Whitestone, pero la Doctora Howard, le repite su política de "No hay dinero, no hay cama", comenzando una frenética pero divertida persecución donde Jerome manejaba la ambulancia para ir en busca de Julie, pero mientras se encontraba enfrentando una calle en subida, el Señor Tuffington le exige que se detenga y lo hace a menos que lo vuelva a contratar tanto a él como a la doctora Howard, pero al hacerlo, se abre la puerta trasera de la ambulancia y el Señor Tuffington sale disparado fuera de ella, comenzando una loca carrera el cual Jerome intentaba detener corriendo tras él, dejando la ambulancia abandonada que comienza a manejarse por sí sola, en eso, la Doctora Howard y la Enfermera Higgins van en otra ambulancia conducida por esta última también en busca del Señor Tuffington, cuando se encuentran con Julie, quien por una milésima de segundo no es atropellada, terminando desmayada.
Después, Jerome logra dar alcance a la ambulancia que conducía la enfermera Higgins e intentando desde la parte trasera de esta declararle su amor a Julie, pero sale expulsado de la ambulancia arriba de la camilla donde comienza una loca carrera por las calles que finaliza en el estacionamiento de un supermercado, cuando choca con unos carros, los empuja adentro del establecimiento y crea una caótica situación en donde las latas de los productos comienzan a caerse y a salir expulsados fuera del recinto. Al final ambas ambulancias se encuentran en el estacionamiento del supermercado y chocan justo donde estaba Jerome, quien se salva de milagro.
En la escena final, mientras Jerome iba arriba de un carro de supermercado, empujado por Julie, la Doctora Howard y la Enfermera Higgins, este le declara matrimonio a Julie, en ese momento, Jerome recuerda que le había pasado al Señor Tuffington que al final termina su loca carrera arriba de la camilla cayendo en el mar antes de pasar por un muelle.

## Reparto
- Jerry Lewis como Jerome Littlefield.
- Glenda Farrell como Doctora Jean Howard.
- Susan Oliver como Susan Andrews.
- Karen Sharpe como Enfermera Julie Blair.
- Kathleen Freeman como Enfermera Jefe Maggie Higgins.
- Everett Sloane como Señor Tuffington.
- Del Moore como Doctor Davenport.
- Benny Rubin como Mesero.
- Danny Costello como Conductor de ambulancia.
- Alice Pearce como Señora Fuzzibee (paciente del hospital).
- Frank J. Scannell como Milton M. Mealy (paciente del hospital).
- Barbara Nichols como Señorita Marlowe (paciente del hospital).
- Jack E. Leonard como Fat Jack (paciente del hospital).